# Tricrania stansburyi
Tricrania stansburyi là một loài bọ cánh cứng trong họ Meloidae. Loài này được Haldeman miêu tả khoa học năm 1852.